# Apolo Citaredo

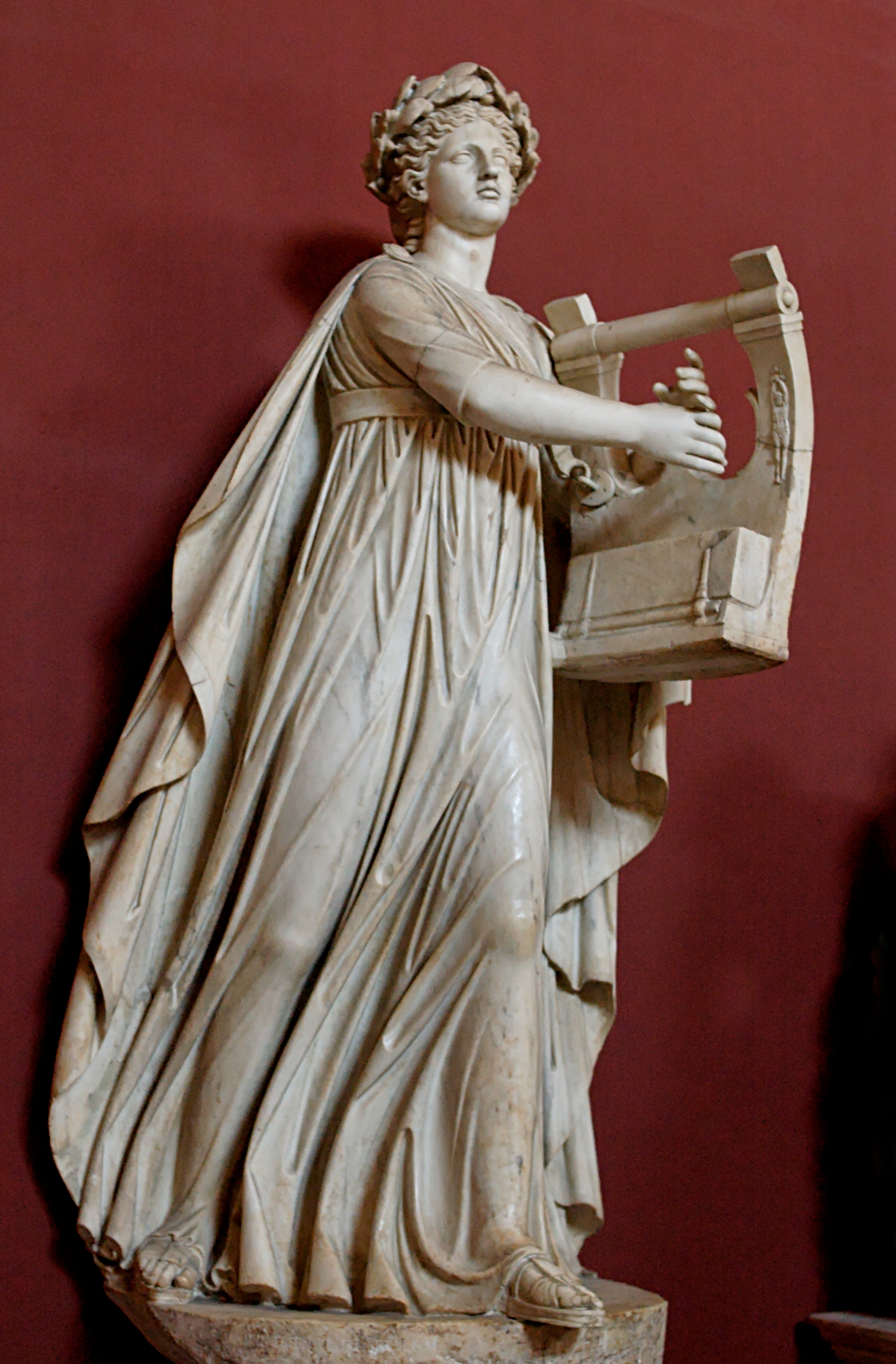
Apolo Citaredo, mostrando uma cítara com caixa de calda de peças (Museu Pio-Clementino).

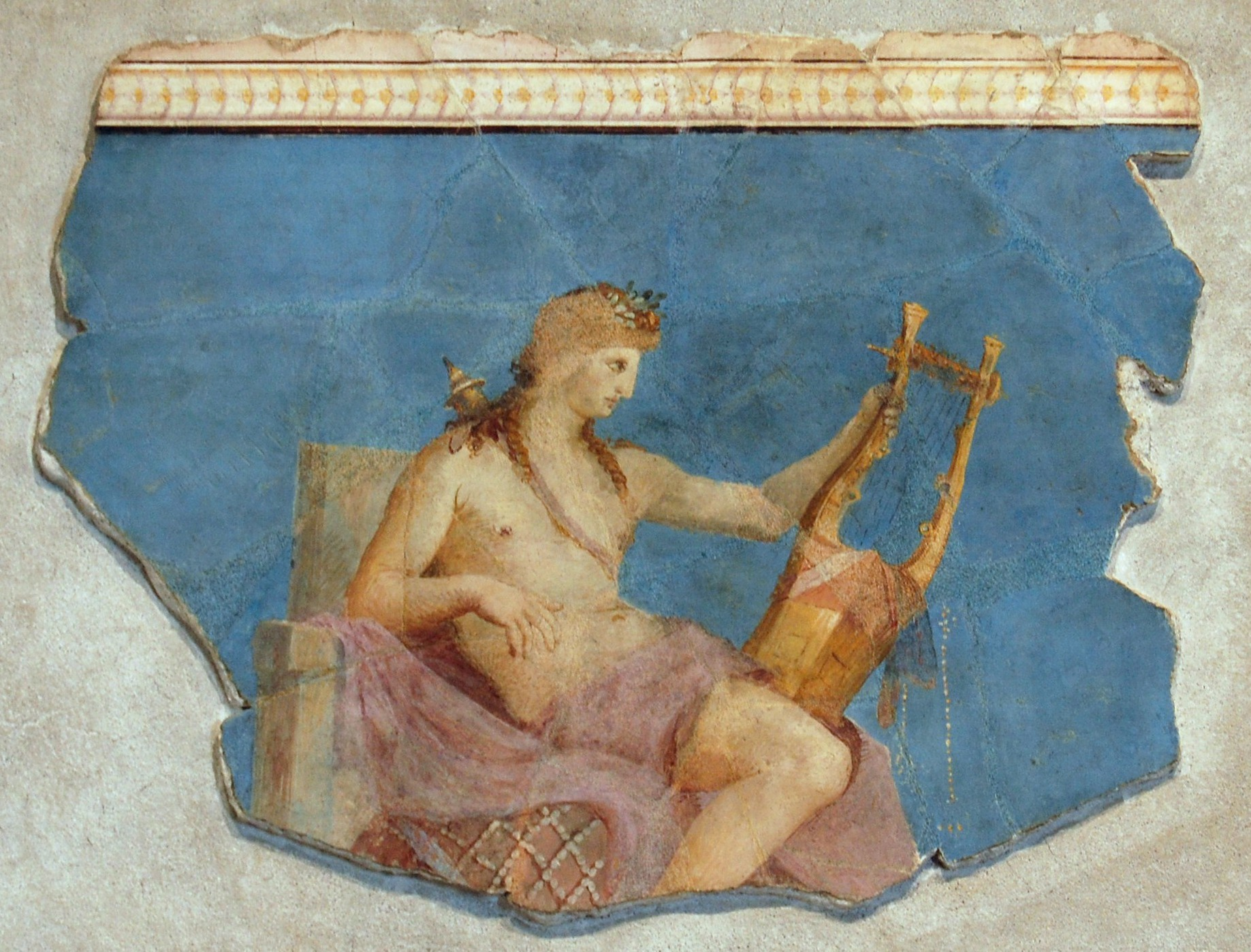
Apolo Citaredo em um afresco que se conserva no Museu Palatino em Roma, era augustana.

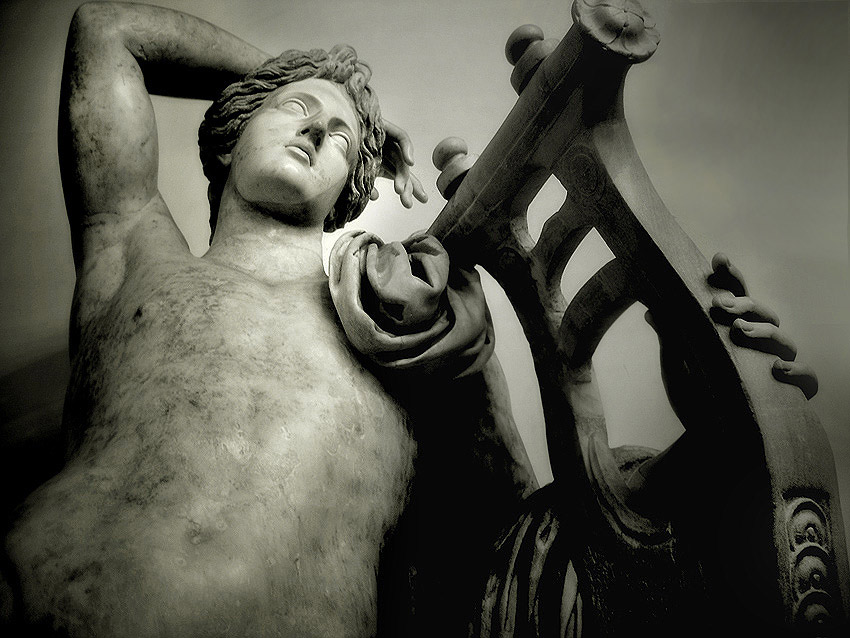
Apolo Citaredo dos Museus Capitolinos (Roma).

Um Apolo Citaredo, designa uma estátua ou outro tipo de imagem de Apolo portando um de seus atributos, uma cítara (lira), instrumento de corda pulsada.
Entre os exemplos mais bem conhecidos se encontra o Apolo Citaredo dos Museus Vaticanos, uma colossal estátua de mármore do século II d.C. por um desconhecido escultor romano. Apolo é mostrado coroado com folhas de loureiro e vestindo a longa, veste fluida do bardo jônico. A estátua foi encontrada em 1774, com sete estátuas das Musas, nas ruínas da villa de Caio Cássio Longino, perto de Tivoli, Itália. As esculturas são conservadas no Salão das Musas, no Museu Pio-Clementino dos Museus Vaticanos.
Uma escultura de mármore agora identificada como Photos, que procedia de uma perdida obra original grega do século IV a.C. por Escopas, foi restaurada como um Apolo Citaredo; ela está hoje no Grande Salão do Palazzo Nuovo, Museus Capitolinos, Roma. Outro Apolo Citaredo de mármore de 2.29 m, cópia de um original helenístico atribuído a Timárquides, do século II a.C., também se encontra no Grande Salão do Palazzo Nuovo.
Se conserva também um Apolo Citaredo no Museu do Prado em Madrid, também atribuído a Timárquides, de mármore branco de 1.10 m ao que faltam braços e cabeça.
Outros exemplos incluem o Apolo de Cirene do Museu Britânico, o Apolo de Mântua e o Apolo Barberini, possivelmente uma cópia da estátua de culto do Templo de Apolo Palatino, conservada na Gliptoteca de Munique.